# Дубровка (Березинський район, Мачеська сільська рада)
Дубровка (біл. вёска Дуброўка) — село в складі Березинського району Мінської області, Білорусь. Село підпорядковане Мачеській сільській раді, розташоване в східній частині області.